# Xyris platystachya
Xyris platystachya là một loài thực vật hạt kín trong họ Hoàng đầu. Loài này được Nilsson ex Malme miêu tả khoa học đầu tiên năm 1898.